# Pararge operta
Pararge operta är en fjärilsart som beskrevs av Schultz 1904. Pararge operta ingår i släktet Pararge och familjen praktfjärilar. Inga underarter finns listade i Catalogue of Life.